# Critérios orientadores do Imposto de Renda
Conforme o art. 153, § 2º, da CF, o Imposto sobre a Renda e Proventos de Qualquer Natureza será informado pelos critérios da generalidade, da universalidade e da progressividade, na forma da lei.

## Generalidade
O critério da generalidade reconhece que a tributação deva alcançar todos os
contribuintes que venham a obter acréscimo patrimonial.
Todas as pessoas, físicas ou jurídicas, que venham a auferir renda ou proventos, serão sujeitos passivos do IR.

## Universalidade
Pelo critério da universalidade, todas as mutações patrimoniais, positivas ou negativas, percebidas pelo contribuinte ao longo de determinado período devem ser computadas na base de cálculo do Imposto de Renda.

### Tributação em bases universais
O princípio da universalidade justifica a chamada [[tributação em
bases universais]], que obriga os sujeitos residentes no Brasil a
oferecerem à tributação a totalidade dos rendimentos auferidos,
inclusive aqueles percebidos fora do país.
O critério da universalidade, aplicado por diversos países, deu origem ao
fenômeno da bitributação, fazendo com que determinado contribuinte residente em um país, que venha a auferir renda em outro, passe a ser tributado por ambos os países.
O sistema de tributação em bases universais está disposto no art. 25 da Lei 9.249/95, que diz: "Os lucros, rendimentos e ganhos de capital auferidos no exterior serão computados na determinação do lucro real das pessoas jurídicas correspondente ao balanço levantado em 31 de dezembro de cada ano."

## Progressividade
A progressividade consiste na variação das alíquotas em razão do montante
tributável, de modo que quanto maior o montante tributável, maior será a alíquota aplicável. Importante ressaltar que neste caso a base de cálculo não importará, pois nela são consideradas as deduções aplicáveis. 
Conforme ensina a doutrina majoritária, existe uma estreita relação entre a progressividade e os princípios da capacidade contributiva e da isonomia.